# Калиновка (Залесовский район)
Калиновка — посёлок в Залесовском районе Алтайского края России. Входит в состав Шатуновского сельсовета.

## История
Калиновка была основана в 1808 году. В «Списке населенных мест Российской империи» 1868 года издания населённый пункт упомянут как заводская деревня Калиновка Барнаульского округа (1-го участка) Томской губернии при реке Чумыш и речке Калиновке. В деревне имелось 18 дворов и проживало 114 человек (54 мужчины и 60 женщин).

В 1899 году в деревне, относящейся к Залесовской волости Барнаульского уезда, имелось 55 дворов (54 крестьянских и 1 некрестьянский) и проживало 292 человека (142 мужчины и 150 женщин). Функционировал общественный хлебозапасный магазин.
По состоянию на 1911 год Калиновка входила в состав Средне-Красиловской волости и включала в себя 85 дворов. Имелись общественный хлебозапасный магазин и мелочная лавка. Население на тот период составляло 445 человек.

В 1926 году в селе Калиновка имелось 93 хозяйства и проживало 446 человек (217 мужчин и 229 женщин). В административном отношении Калиновка входила в состав Шатуновского сельсовета Чумышского района Барнаульского округа Сибирского края.

## География
Посёлок находится в северо-восточной части Алтайского края, на левом берегу реки Чумыш, на расстоянии примерно 14 километров (по прямой) к юго-западу от села Залесово, административного центра района. Абсолютная высота — 159 метров над уровнем моря.

Климат умеренный, континентальный. Средняя температура января составляет −19 °C, июля — +18 °C. Годовое количество атмосферных осадков — до 600 мм.

## Население
| 1997 | 1998 | 1999 | 2000 | 2001 | 2002 | 2003 |
| ---- | ---- | ---- | ---- | ---- | ---- | ---- |
| 97   | ↗103 | ↘97  | ↘95  | ↘92  | ↘86  | ↘85  |
| 2004 | 2005 | 2006 | 2007 | 2008 | 2009 | 2010 |
| →85  | ↘79  | ↘69  | ↘54  | ↘45  | ↘44  | ↘36  |
| 2011 | 2012 | 2013 |      |      |      |      |
| ↗37  | ↘36  | ↘34  |      |      |      |      |

Согласно результатам переписи 2002 года, в национальной структуре населения русские составляли 98 %.

## Улицы
Уличная сеть посёлка состоит из двух улиц (ул. Коммунаров и ул. Мира).